# Пресноводные серые акулы
Пресноводные серые акулы (лат. Glyphis, от др.-греч. γλῠφίς — «вырез», «перочинный нож») — род редких акул семейства Carcharhinidae. К данному роду относят шесть видов, хотя, в силу их скрытности могут существовать и неизвестные пока науке виды. Их точный ареал не определён, известные виды обитают в Южной и Юго-Восточной Азии и Австралии. Пресноводным акулам присущи основные характеристики представителей данного семейства.
У пресноводных серых акул довольно коренастое тело и широкая голова. Рыло короткое (его длина меньше ширины рта). Брызгальца отсутствуют. По углам имеются бороздки, глаза очень маленькие. Каудальные кили на хвостовом стебле отсутствуют. Ноздри обрамляют кожные складки. Размер колеблется от 0,77 см до 3 метров.
- Glyphis fowlerae
- Glyphis gangeticus — гангская акула, или азиатская серая акула, или индийская речная
- Glyphis garricki
- Glyphis glyphis — обыкновенная серая акула
- Glyphis siamensis